# Oligotenes amblygrapha
Oligotenes amblygrapha är en fjärilsart som beskrevs av Diakonoff 1973. Oligotenes amblygrapha ingår i släktet Oligotenes och familjen vecklare. Inga underarter finns listade i Catalogue of Life.